# Сенуфије Заставоносац
Преподобни Сенуфије Заставоносац је хришћански светитељ. Био је велики испосник. У хришћанској традицији помиње се да је био чудотворац. Подвизавао се у Мисирској пустињи. Преподобни Сенуфије Заставоносац је био савременик патријарха Теофила и цара Теодосија Великог. Назван је Заставоносац јер се у хришћанској традицији помиње да је једном својим молитвама помогао цару Теодосију да одржи победу над непријатељском војском. Када га је цар позвао да дође у Цариград, он је одговорио да не може доћи, али му је послао једну своју  хаљину и штап. Када је пошао у рат, цар је обучкао Сенуфијеву одећу и узео штап. И вратио се из рата као победник.
Српска православна црква слави га 28. јуна по црквеном, а 11. јула по грегоријанском календару.